# Branca comunicant blanca
Cada nervi espinal toràcic i primer i segon lumbar, emet una branca, la branca comunicant blanca, al gangli adjacent de la cadena simpàtica.
La branca conté fibres simpàtiques preganglionars mielíniques.